# Masaki (Giappone)
Masaki (松前町?) è una cittadina giapponese della prefettura di Ehime.